# Gérard Tremblay (Bischof)
Gérard Tremblay PSS (* 27. Oktober  1918 in Montreal, Kanada; † 28. September 2019 ebenda) war ein kanadischer Ordensgeistlicher und römisch-katholischer Weihbischof in Montréal. 

## Leben
Gérard Tremblay wurde am 16. Juni 1946 zum Priester der Sulpizianer geweiht. Von 1970 bis 1976 war er Zweiter Konsultor der Sulpizianer in Kanada. Papst Paul VI. verlieh ihm am 9. Juni 1978 den Titel eines Päpstlichen Hausprälaten.
Papst Johannes Paul II. ernannte ihn am 20. März 1981 zum Weihbischof in Montréal sowie zum Titularbischof von Trisipa. Der Erzbischof von Montréal, Paul Kardinal Grégoire spendete ihm am 22. Mai desselben Jahres die Bischofsweihe; Mitkonsekratoren waren die Weihbischöfe des Erzbistums Montréal, Leonard James Crowley und Adrien André Maria Cimichella OSM. 
Am  27. August 1991 nahm Papst Johannes Paul II. seinen vorzeitigen Rücktritt an. Anschließend war Tremblay bis Juni 1996 Leiter des Seminars Saint-Sulpice in Montréal.